# Устав Србије из 1947.
Устав Народне Републике Србије из 1947. године био је први од четири устава које је Србија донела као федерална јединица у саставу друге Југославије. Устав је изгласан 17. јануара 1947. године, од стране Уставотворне скупштине НР Србије. Основна решења у Уставу НР Србије била су усклађена са Уставом ФНРЈ из 1946. године, укључујући и одредбе по којима се Србија дефинише као република. Уставом је такође била прописана и територија Србије, која је укључивала и две аутономне јединице: Аутономну Покрајину Војводину и Аутономну Kосовско-метохијску област. Устав се састојао од три дела са 14 поглавља и укупно 160 чланова.
Устав Србије из 1947. године примењиван је у свом првобитном облику само до 1953. године, када је донет Уставни закон о основама друштвеног и политичког уређења и о органима власти Народне Републике Србије, којим су многе уставне одребе значајно измењене и допуњене. Такво стање је важило све до 1963. године, када је донет потпуно нови Устав СР Србије.